# Ле-Плесье-Юлё
Ле-Плесье-Юлё (фр. Le Plessier-Huleu) — коммуна во Франции, находится в регионе Пикардия. Департамент коммуны — Эна. Входит в состав кантона Виллер-Котре. Округ коммуны — Суасон.
Код INSEE коммуны — 02606.

## Население
Население коммуны на 2010 год составляло 76 человек.
| 1962 | 1968 | 1975 | 1982 | 1990 | 1999 | 2010 |
| ---- | ---- | ---- | ---- | ---- | ---- | ---- |
| 101  | 88   | 71   | 47   | 44   | 77   | 76   |

## Экономика
В 2010 году среди 52 человек трудоспособного возраста (15—64 лет) 40 были экономически активными, 12 — неактивными (показатель активности — 76,9 %, в 1999 году было 75,0 %). Из 40 активных жителей работали 37 человек (23 мужчины и 14 женщин), безработных было 3 (2 мужчин и 1 женщина). Среди 12 неактивных 2 человека были учениками или студентами, 4 — пенсионерами, 6 были неактивными по другим причинам.